# Стрибки з трампліна на зимових Олімпійських іграх 1992
Змагання зі стрибків з трампліна на зимових Олімпійських іграх 1992 тривали з 11 до 20 лютого на трампліні Дю Пра в Куршевелі (Франція). Розіграно три комплекти нагород.

## Чемпіони та призери

### Таблиця медалей
| Місце              | Країна               | Золото | Срібло | Бронза | Загалом |
| ------------------ | -------------------- | ------ | ------ | ------ | ------- |
| 1                  | Фінляндія (FIN)      | 2      | 0      | 1      | 3       |
| 2                  | Австрія (AUT)        | 1      | 3      | 1      | 5       |
| 3                  | Чехословаччина (TCH) | 0      | 0      | 1      | 1       |
| Загалом (3 збірні) | Загалом (3 збірні)   | 3      | 3      | 3      | 9       |

### Види програми
| Дисципліна                                 | Золото                                                                        | Золото | Срібло                                                                    | Срібло | Бронза                                                                  | Бронза |
| ------------------------------------------ | ----------------------------------------------------------------------------- | ------ | ------------------------------------------------------------------------- | ------ | ----------------------------------------------------------------------- | ------ |
| Особиста першість на нормальному трампліні | Ернст Ветторі · Австрія                                                       | 222.8  | Мартін Гелльварт · Австрія                                                | 218.1  | Тоні Ніємінен · Фінляндія                                               | 217.0  |
| Особиста першість на великому трампліні    | Тоні Ніємінен · Фінляндія                                                     | 239.5  | Мартін Гелльварт · Австрія                                                | 227.3  | Гайнц Куттін · Австрія                                                  | 214.8  |
| Командна першість на великому трампліні    | Фінляндія (FIN) Арі-Пекка Ніккола Міка Лайтінен Рісто Лаакконен Тоні Ніємінен | 644.4  | Австрія (AUT) Гайнц Куттін Ернст Ветторі Мартін Гелльварт Андреас Фельдер | 642.9  | Чехословаччина (TCH) Томаш Годер Франтішек Єж Ярослав Сакала Їржі Парма | 620.1  |

## Країни-учасниці
У змаганнях зі стрибків з трампліна на Олімпійських іграх в Альбервілі взяли участь спортсмени 17-ти НОК. Словенія і Об'єднана команда дебютували в цій дисципліні.
- Австрія (4)
- Болгарія (3)
- Канада (3)
- Об'єднана команда (4)
- Фінляндія (4)
- Франція (4)
- Німеччина (5)
- Італія (3)
- Японія (4)
- Норвегія (5)
- Польща (1)
- Румунія (1)
- Словенія (5)
- Швейцарія (4)
- Швеція (5)
- Чехословаччина (4)
- США (4)